# 椿台の大会戦

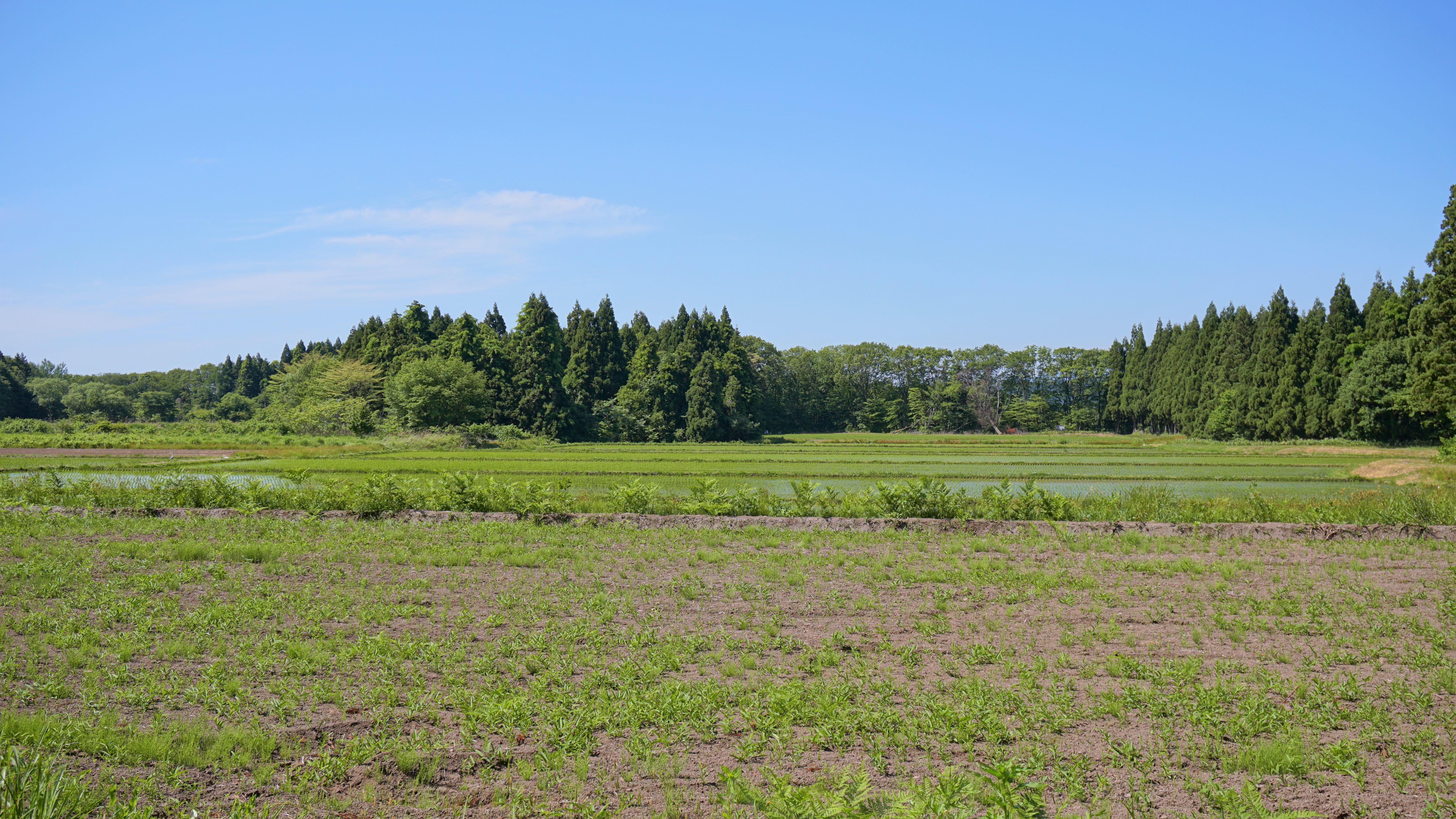
秋田藩の防衛線となった椿台（現・秋田市）

椿台の大会戦（つばきだいのだいかいせん）は、戊辰戦争のひとつ秋田戦争で、新政府に与した久保田藩（秋田藩）領の出羽国河辺郡椿台（現在の秋田県秋田市雄和椿川）を、庄内藩を中心とする奥羽越列藩同盟軍が攻撃した戦闘である。一連の戦闘の中で庄内軍が初めて大敗北を喫した。

## 経緯
庄内軍が進撃してくるのを聞いた新政府軍は、久保田藩の支藩である久保田新田藩が戦前に陣屋を建設する予定であった椿台とその付近の丘陵に強固な陣地を築き、最後の防衛線とした。椿台から久保田城までは僅かに3里（約12km）であり、椿台を抜かれると久保田城が直接戦火に晒されるのは必至の状況であった。
明治元年9月10日（1868年10月26日）、庄内軍四番大隊は椿台攻撃を開始し、糠塚山を占領し、安養寺から椿台・椿川方面に攻め込んだ。新政府軍は一進一退で持ちこたえた。
9月11日、鹿児島藩を中心に、福岡藩、佐土原藩、新庄藩、久保田藩、矢島藩、本荘藩（本庄藩）などの連合軍が反撃を開始した。新庄藩や久保田藩は、これまで戦国時代さながらの火縄銃を使っていたが、ようやく新式銃を支給されて強力になっていた。午後に糠塚山は奪還されて、その後庄内軍は追撃され、夕方には雄物川をまた渡って神ヶ村まで後退した。庄内軍の戦死者は15名、負傷者は81名で、一日の戦闘結果としては最大の被害を出した大敗北になってしまった。
遅れて12日に庄内軍三番大隊が由利郡長浜を攻撃したが、椿台にいた新政府軍が長浜へ投入されたため、庄内軍の攻撃は失敗に終わった。
9月14日、仙北郡峰吉川にいた庄内軍二番大隊は、羽州街道を南下してきた新政府軍を迎撃する予定であったが、指揮官の酒井了恒（吉之丞）の体調が悪かったため、一番大隊が攻撃することになった。ところが、上山藩の使者・玉造権左衛門が一番大隊の隊長松平久厚（甚三郎）と共に二番大隊の本営を訪れ、12日に米沢藩の指示により上山藩が新政府軍に恭順したので引き上げることを告げた。使者が帰った後、松平甚三郎と酒井吉之丞は各小隊長を集めて軍議を開き、帰国して庄内藩の本土防衛戦に徹することを決断した。